# Сет, Анил
Анил Кумар Сет — британский профессор когнитивной и вычислительной нейронауки в Университете Сассекса.

## Ранние годы
Родился в Англии. Его отец, Бхола Сет, получил степень бакалавра наук в Аллахабадском университете в 1945 году, прежде чем эмигрировать из Индии в Соединенное Королевство. Его мать, Энн Делани, была родом из Йоркшира . Семья Сета жила в сельской местности Оксфордшира. Отец работал в Исследовательском центре Эссо в Абингдоне.
Учился в Академии короля Альфреда в Вейнтедже. Имеет степени в области естественных наук (BA/MA, Кембридж, 1994 г.), системотехники (M.Sc., Sussex, 1996 г.) и компьютерных наук и искусственного интеллекта (Доктор философии, Суссекс, 2001 г.). Был постдокторантом и научным сотрудником Института неврологии в Сан-Диего, Калифорния (2001—2006).

## Карьера
Является содиректором (совместно с проф. Hugo Critchley) Саклеровского центра науки о сознании (англ. Sackler Centre for Consciousness Science) и главным редактором журнала Neuroscience of Consciousness. 2017 году являлся президентом секции психологии Британской научной ассоциации.

### Публикации
Сет опубликовал более 100 научных статей и глав в книгах и является главным редактором журнала Neuroscience of Consciousness. Регулярно публикует статьи в New Scientist, The Guardian и выступает на BBC. Он также консультировал научно-популярную книгу Eye Benders, получившую в 2014 году премию Королевского общества молодежи. Сет был включён в список самых цитируемых исследователей 2019 года по версии журнала Clarivate Analytics.

### Книги
- Being You: A New Science of Consciousness (Faber & Faber, 2021)[13][a] — автор
- Brain Twisters (Ivy Press, 2015)[14] — консультант
- 30 Second Brain (Ivy Press, 2014)[15] — редактор и соавтор
- Eye Benders (Ivy Press, 2013)[16] — консультант
- Modelling Natural Action Selection (Cambridge University Press, 2011)[17] — редактор и соавтор

### Популяризация науки
Сет появился в документальном фильме Netflix 2018 года «The Most Unknown» о научных исследованиях, поставленном Яном Чейни.